# Storyteller (álbum)
Storyteller é o quinto álbum de estúdio da cantora e compositora americana Carrie Underwood, lançado mundialmente no dia 23 de outubro de 2015, pela gravadora Sony Music. Após o lançamento e sucesso de seu quarto álbum, Blown Away, em 2012, Underwood começou a trabalhar no projeto no começo de 2014. No entanto, ela suspendeu grande parte do trabalho devido à sua gravidez em meados de 2014. Nesse tempo, a gravadora lançou a primeira coletânea da cantora, Greatest Hits: Decade #1, em Dezembro de 2014, que fez muito sucesso. Após dar à luz seu primeiro filho, ela retornou ao estúdio no começo de 2015 para finalizar o álbum.
O título do álbum ("contadora de histórias", em Português) foi inspirado no fato de muitas músicas country contarem histórias, bem como as próprias músicas da cantora. Storyteller foi descrito por Underwood como tendo um ar "mais leve" que seu antecessor, Blown Away. Neste álbum, Underwood trabalhou com mais produtores que em seus outros álbuns - Mark Bright, Zach Crowell e Jay Joyce.
Aclamado pela crítica, Storyteller tornou-se um sucesso comercial, quebrando diversos recordes nas paradas musicais. Ao estrear na vice-liderança da parada de álbuns Billboard 200, ele fez de Underwood a única artista country na história a estrear todos os seus primeiros cinco álbuns de estúdio em 1º ou segundo lugar na parada; e, ao estrear em 1º lugar na parada Top Country Albums, fez da cantora a única artista a ter seis álbuns consecutivos em 1º lugar. Storyteller também fez sucesso mundialmente, estreando em terceiro lugar no Canadá, em quarto na Austrália, em sexto na Escócia, 13º no Reino Unido, entre outros locais.

## Desenvolvimento
"Acredito que uma das coisas que fazem a música country se destacar entre os outros gêneros musicais é o contar de histórias. Eu quero filmes de três minutos e meio no rádio. Eu amo que há um começo, meio e fim - e tudo faz sentido. Você pode acompanhar as personagens, e você consegue ver tudo acontecer na sua cabeça. Sou atraída para isso, então é isso o que escrevo, o que escolho e o que eu quero cantar. Todas as músicas neste álbum são ou mini-filmes com personagens ou minhas próprias histórias pessoais. Espero que as pessoas possam se relacionar e que se divirtam".

Após o lançamento e sucesso de seu quarto álbum, Blown Away, em 2012, e a turnê mundial The Blown Away Tour (2012-2013), Underwood confirmou, em Agosto de 2013, que ela havia começado a planejar um novo álbum e que começaria a trabalhar nele em 2014. No entanto, ela suspendeu grande parte do trabalho devido à sua gravidez em meados de 2014. Nesse tempo, a gravadora lançou a primeira coletânea da cantora, Greatest Hits: Decade #1, em Dezembro de 2014, que fez muito sucesso. Após dar à luz seu primeiro filho, ela retornou ao estúdio no começo de 2015 para finalizar o álbum. No dia 20 de agosto de 2015, Underwood participou de um chat com seus fãs em sua página no Facebook, onde anunciou seu quinto álbum de estúdio para 23 de Outubro de 2015, com o título Storyteller. O primeiro single do projeto, "Smoke Break", uma canção com forte influência do Rock, foi lançado à meia-noite do dia 21 de agosto.
Storyteller foi descrito por Underwood como tendo um ar "mais leve" que seu antecessor, Blown Away. Neste álbum, Underwood trabalhou com mais produtores que em seus outros álbuns - Mark Bright, Zach Crowell e Jay Joyce. Ela compôs músicas com seus colaboradores de longa data Hillary Lindsey, Ashley Gorley, Chris DeStefano, David Hodges e Brett James.

## Divulgação
Underwood revelou as faixas do álbum em seu Instagram no dia nove de setembro de 2015. No dia dez de setembro, ela apareceu no programa The Tonight Show Starring Jimmy Fallon, onde cantou o primeiro single do álbum, "Smoke Break". No dia 25 de setembro, Underwood foi uma das atrações principais do Apple Music Festival, em Londres, na Inglaterra.
Três faixas do álbum foram liberadas mais cedo na loja virtual iTunes como parte da estratégia de divulgação do projeto - "Hearbeat", no dia nove de outubro, "Renegade Runaway", no dia 16, e "What I Never Knew I Always Wanted", no dia 19.

## Singles
O primeiro single do projeto, "Smoke Break", uma canção com forte influência do Rock, foi lançado à meia-noite do dia 21 de agosto. A canção quebrou o recorde histórico de maior adesão de uma música nas rádios country em uma semana, e tornou-se a música country mais escutada e executada nos Estados Unidos em meados de novembro, atingindo o topo das paradas country. "Smoke Break" também atingiu o topo das paradas country na Austrália e no Canadá.
O segundo single do álbum, "Heartbeat", foi lançado em novembro e também alcançou o topo das rádios country nos Estados Unidos, dando a Underwood seu 14º single #1 na parada Country Airplay da Billboard.
"Chaser" foi confirmada como terceiro single do álbum na Europa, e "Church Bells" foi anunciada como o terceiro single nos Estados Unidos.

## Turnê
Underwood começou sua grande turnê mundial Storyteller Tour: Stories in the Round em janeiro de 2016, em suporte ao álbum. A turnê, que passou pela Europa, Canadá e Estados Unidos, durou até final de novembro de 2016.

## Faixas
| N.º | Título                              | Compositor(es)                                          | Duração |  |
| 1.  | "Renegade Runaway"                  | Carrie Underwood, Chris DeStefano, Hillary Lindsey      | 3:39    |  |
| 2.  | "Dirty Laundry"                     | Zach Crowell, Ashley Gorley, Lindsey                    | 3:25    |  |
| 3.  | "Church Bells"                      | Crowell, Brett James, Lindsey                           | 3:14    |  |
| 4.  | "Hearbeat"                          | Underwood, Crowell, Gorley                              | 3:30    |  |
| 5.  | "Smoke Break"                       | Underwood, DeStefano, Lindsey                           | 3:20    |  |
| 6.  | "Choctaw County Affair"             | Jason White                                             | 3:31    |  |
| 7.  | "Like I'll Never Love You Again"    | Lindsey, Lori McKenna, Liz Rose                         | 3:37    |  |
| 8.  | "Chaser"                            | Underwood, Mike Elizondo, Lindsey                       | 4:24    |  |
| 9.  | "Relapse"                           | Ben Caver, Sara Haze, James                             | 3:24    |  |
| 10. | "Clock Don't Stop"                  | Blair Daly, DeStefano, Lindsey                          | 3:23    |  |
| 11. | "The Girl You Think I Am"           | Underwood, David Hodges, Lindsey                        | 3:38    |  |
| 12. | "Mexico"                            | Kathleen Higgins, Jamie Moore, Derrick Adam Southerland | 3:28    |  |
| 13. | "What I Never Knew I Always Wanted" | Underwood, James, Lindsey                               | 3:36    |  |

| Faixas bônus da loja Target |                                      |                               |         |  |
| N.º                         | Título                               | Compositor(es)                | Duração |  |
| 14.                         | "Heartbeat (acústico)"               | Underwood, Crowell, Gorley    | 3:21    |  |
| 15.                         | "Little Girl Don't Grow Up Too Fast" | Underwood, DeStefano, Lindsey | 4:26    |  |

## Desempenho nas tabelas musicais
Storyteller estreou na vice-liderança da parada americana Billboard 200, com Underwood tornando-se a única artista country na história a ter todos os seus cinco primeiros álbuns de estúdio estreando em 1º ou segundo lugar em tal parada. O álbum também estreou em 1º lugar na parada Top Country Albums, fazendo da cantora a única artista na história a ter seis álbuns (incluindo coletânea) em 1º lugar na parada. Storyteller foi certificado Ouro nos Estados Unidos pouco tempo após seu lançamento. Até agora, o álbum já vendeu mais de 540 mil cópias no país.
O álbum também fez sucesso mundialmente, estreando em terceiro lugar no Canadá, em quarto na Austrália, em sexto na Escócia, 13º no Reino Unido, entre outros locais.

### Posições
| Parada (2012)                                | Melhor posição |
| -------------------------------------------- | -------------- |
| Estados Unidos (Billboard 200)               | 2              |
| Estados Unidos (Top Country Albums)          | 1              |
| Austrália (Australian ARIA Albums Chart)     | 4              |
| Austrália (Australian Country Albums (ARIA)) | 1              |
| Canadá (Canadian Albums Chart)               | 3              |
| Canadá (Canadian Country Albums Chart)       | 1              |
| Escócia (SC)                                 | 6              |
| Reino Unido (UK Albums Chart)                | 13             |
| Reino Unido (UK Country Albums)              | 1              |
| Irlanda (Irish Recorded Music Association)   | 18             |
| Noruega (VG-lista)                           | 67             |
| Nova Zelândia (NZ Top 40 Albums)             | 13             |
| Suíça (Schweizer Hitparade)                  | 38             |
| Coreia do Sul (Gaon Music Chart)             | 39             |
| Bélgica (Ultratop 50 de Flandres)            | 87             |
| Bélgica (Ultratop 40 da Valônia)             | 193            |